# Animal Liberation
Animal Liberation: A New Ethics for Our Treatment of Animals (ikke officielt oversat til dansk, men oversættes Dyrenes frigørelse) er en bog af den australske filosof Peter Singer.
Bogen blev udgivet af Random House i 1975 (ISBN 0-394-40096-8). I 1977 udgav Avon Books en anden udgave (ISBN 0-380-01782-2) og i 1991 og 2001 udgav Harper Perennial en 352 sider lang paperback-version (ISBN 0-380-71333-0 og ISBN 0-06-001157-2).
Selvom Singer ikke er den første, som bruger moralbegrebet på dyr (Singer har selv sagt at han hørte om begrebet fra en medstuderende), bliver bogen bredt indenfor dyreretsbevægelsen betragtet som den første bog, der indeholdt dens grundlæggende filosofiske ideer. Singer selv nægtede at bruge den teoretiske ramme "rettigheder", når det kommer til dyr: Han mente, at man skulle tage hensyn til dyr på grund af deres evne til at føle lidelse og at rettighedsbegrebet ikke var nødvendigt.
Bogens centrale argument er en udvidelse af den utilitaristiske ide om, at 'mest mulig velfærd for flest muligt' er den eneste målestok for god eller etisk opførsel. Singer mener, at der ikke er nogen grund til ikke også at anvende dette overfor dyr. Selvom Jeremy Bentham brugte utilitarismen på denne måde, har utilitarister dog generelt ikke gjort det før.

## Fodnoter
1. ↑  Dyrefrigørelsens Etik Arkiveret 27. september 2007 hos  Wayback Machine på Anima.dk